# Tyfelstei
Tyfelstei (hochdt.: Teufelsstein) ist ein Schweizer Mystery-Thriller des Regisseurs und Schauspielers Chris Bucher aus dem Jahr 2014.

## Handlung
Ein Auto fährt einsam über den nächtlichen Gotthardpass.
Am Steuer der junge Mike Dorn.
Nach einer kurzen Rast entdeckt Mike am Strassenrand eine mysteriöse, seltsam gekleidete Anhalterin. Da sie verstört wirkt und nicht spricht, entschliesst er sich, sie bis zum nächsten Krankenhaus mitzunehmen.
An der Schöllenenschlucht verwickelt sie ihn plötzlich in einen Autounfall.
Er rast frontal in den sagenumwobenen Teufelsstein und verliert das Bewusstsein.
Mike wacht in der Arztpraxis eines nahe gelegenen Bergdorfes auf. Die Anhalterin ist spurlos verschwunden.
Ausserdem muss er feststellen, dass das Dorf wegen heftiger Unwetter komplett von der Aussenwelt abgeschnitten ist. Zudem plagen ihn grausame Albträume seit dem Unfall, in denen auch immer wieder die Anhalterin auftaucht.
Folgen seines Unfalles? Eine Botschaft aus dem Jenseits?
Mit der ebenfalls in dem Bergdorf gestrandeten Zürcher Journalistin Laura Wenger beginnt Mike im Dorf nachzuforschen. Sie stellen bald fest, dass er in Ereignisse geraten ist, die das Dorf, aber auch ihn selbst betreffen. Schliesslich stossen sie auf immer dunklere Machenschaften, die tiefer und tiefer in die Schweizer Geschichte zurück führen, als die verzweifelten Dorfbewohner einen Pakt mit dem Teufel eingingen.
Pfarrer Konrad scheint mehr zu wissen, als er zugibt. Und welche Rolle spielt Gabriel, der auf bedrohliche Weise immer wieder Mikes Weg kreuzt?

## Hintergrund
Regisseur Bucher hat die Idee zu Tyfelstei bereits 2009 lanciert.
Damals war er noch an der Schauspielschule. Im Schwyzer Andreas Christen von der Film Association Schwyz (FAS) fand er einen Produzenten. Deswegen wirkten auch viele Schwyzer beim Dreh des Films mit: als Statisten, Assistenten und Runner. Der Schwyzer Silvan Schindler zeichnet für das Licht verantwortlich, Ramon Kündig hat die Filmmusik komponiert. Der Dreh des Films wurde mit 9000 Schweizer Franken realisiert.
Mit der aufwendigen Postproduktion belaufen sich die gesamten Produktionskosten auf rund 20’000 Franken.
Drehorte waren Hospental, Schwyz, Luzern, sowie die Region Leventina.
Filmstart war am 8. April 2014 in Luzern.

## Kritiken
„Man muss festhalten, dass hier kein zweites Shining entstanden ist, sondern ein solider Mystery-Thriller vor der gewaltigen Bergkulisse des Gotthard, mit wenig Blut, viel Spannung und einem überraschenden Ende. Dieser Erstling darf als eine vielleicht nicht perfekte, aber gelungene Produktion eines hoffnungsvollen Regie- und Schauspielertalentes bezeichnet werden, die Lust auf mehr macht. Wertung: 85 % Prädikat: sehenswert“